# جیمی مور
جیمی مور (به انگلیسی: Jaime Moore) ژیمناست زادهٔ ۱۶ اوت ۱۹۷۹ میلادی اهل کشور انگلستان است.